# Belevren
Belevren (tiếng Bulgaria: Белеврен), là một ngôi làng ở Sredets, thuộc tỉnh Burgas, phía đông nam Bulgaria. Ngôi làng giáp các làng sau: Gorno Yabalkovo, Dolno Yabalkovo, Granichar và Kirovo. Biên giới phía nam của ngôi làng trung với biên giới nhà nước Bulgaria với Thổ Nhĩ Kỳ.